# Cologaritme
El cologaritme d'un nombre x és el logaritme del seu invers 1/x.
Aplicant les propietats dels logaritmes, es compleix doncs que:
{\displaystyle \operatorname {colog} _{b}x=\log _{b}(x^{-1})=\log _{b}(1)-\log _{b}(x)=-\log _{b}(x)\!}
Es pot afirmar que si A i B són inversos, llavors:
{\displaystyle \log _{b}A+\log _{b}B=0\!}
En química, un cologaritme decimal és indicat per la lletra p. Aquest ús originà amb la quantitat pH, definida com –log10 [H₃O+]. Basant-se en el pH, la quantitat pK fou definida posteriorment com a –log10 K.